# Oddziały Armii Krajowej w Puszczy Białowieskiej
W skład obwodu Armii Krajowej Bielsk Podlaski wchodziły między innymi gminy:
- Białowieża
- Narewka
- Narew
- Łosinka
- Kleszczele

Pomimo kontrolowania okolic Puszczy Białowieskiej przez partyzantkę radziecką w okresie 1943/44, działały zbrojne oddziały AK. Liczebność grup sięgała 600 osób. Oprócz tego na tym terenie działały oddziały brzeskiego AK.
W lasach okolic Hajnówki wiosną 1943 r. ukształtował się oddział zbrojny Armii Krajowej pod dowództwem Jana Kosidło. Przeprowadził on kilka udanych akcji przeciwko hajnowskiej żandarmerii i policji pomocniczej. Oddział został wydany Niemcom przez konfidenta policji. W dniu 20 czerwca 1943 r. grupa została zaatakowana i rozbita przez okupantów, pozostały przy życiu Jan Kosidło przedostał się do plutonu operacyjnego AK w obwodzie brzeskim. W rejonie Hajnówki zgrupowanie AK liczyło ok. 100 żołnierzy.Oddział IV Batalionu 2 Pułk Ułanów Grochowskich kilkakrotnie przerywał łączność kolejową na trasie Hajnówka - Czeremcha. Na drodze Hajnówka - Hołody przeprowadzono kilka zasadzek na transporty niemieckie.
Dochodziło do starć oddziałów partyzantów brygady "W imię Ojczyzny" z żołnierzami AK. W pierwszym przypadku zginęło 7 partyzantów i dwóch akowców. W następnym starciu doszło do spalenia gospodarstwa rolnego. Po tym wydarzeniu akowcy zaprzestali starć z partyzantami. Przeprowadzano wspólne akcje przeciwko Niemcom. Po wejściu Armii Czerwonej odbyła się w Brańsku odprawa dowódców radzieckich z dowódcami 2 Pułku Ułanów.